# Tribule terrestre
Tribulus terrestris
Espèce
Classification phylogénétique
Le Tribule terrestre (Tribulus terrestris L.), également appelé Croix-de-Malte, est une plante appartenant à la famille des Zygophyllacées, dont elle est l'un des rares représentants en Europe. Indigène en Méditerranée, c'est la principale espèce recensée du genre Tribulus, auquel appartient aussi Tribulus cistoides L., espèce antillaise. Certains utilisent l'extrait de cette plante pour une stimulation de la production de testostérone. Le fruit porte des piquants suffisamment solides pour crever un pneu de vélo.

## Description

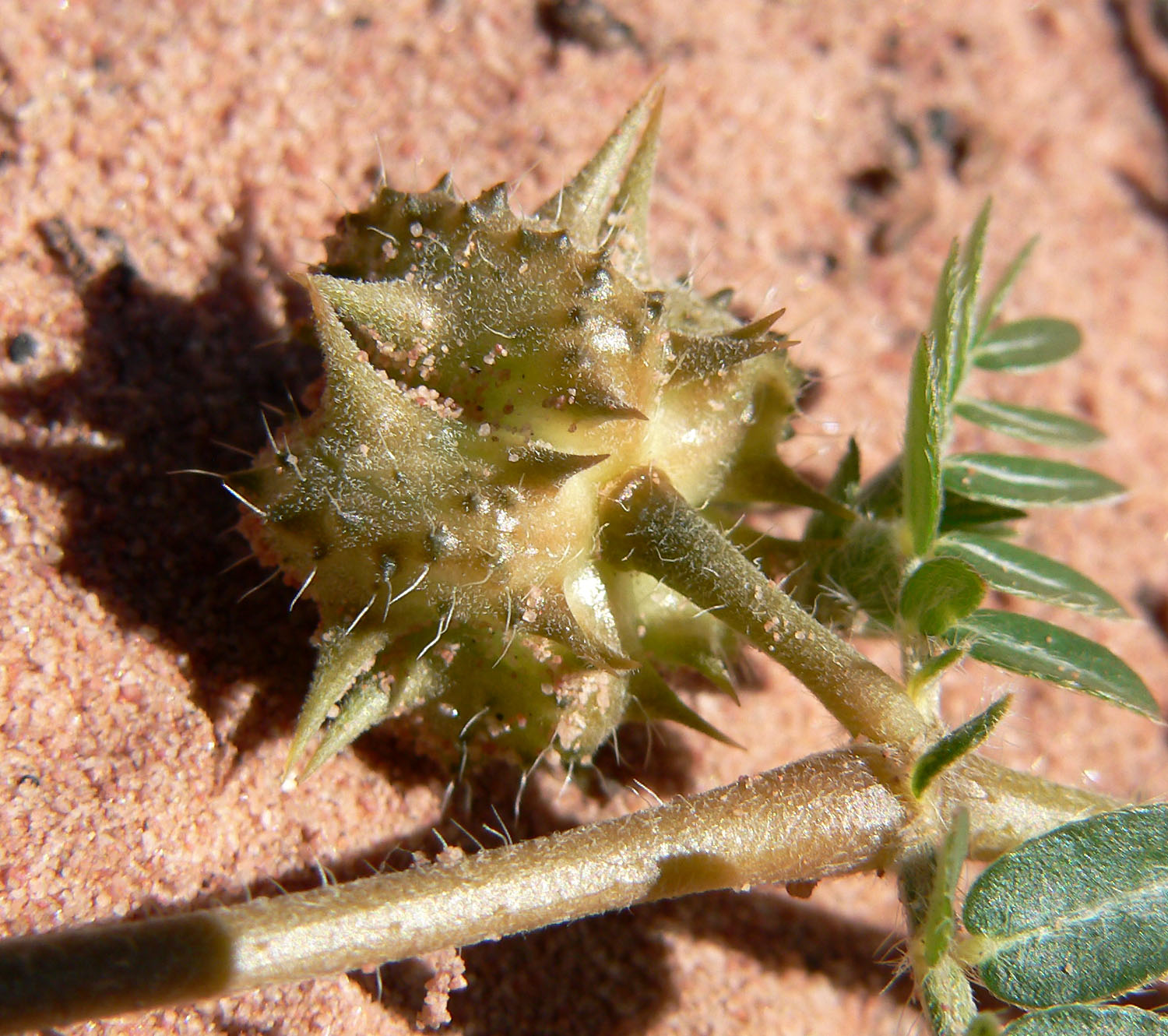
Fruit de la tribule terrestre

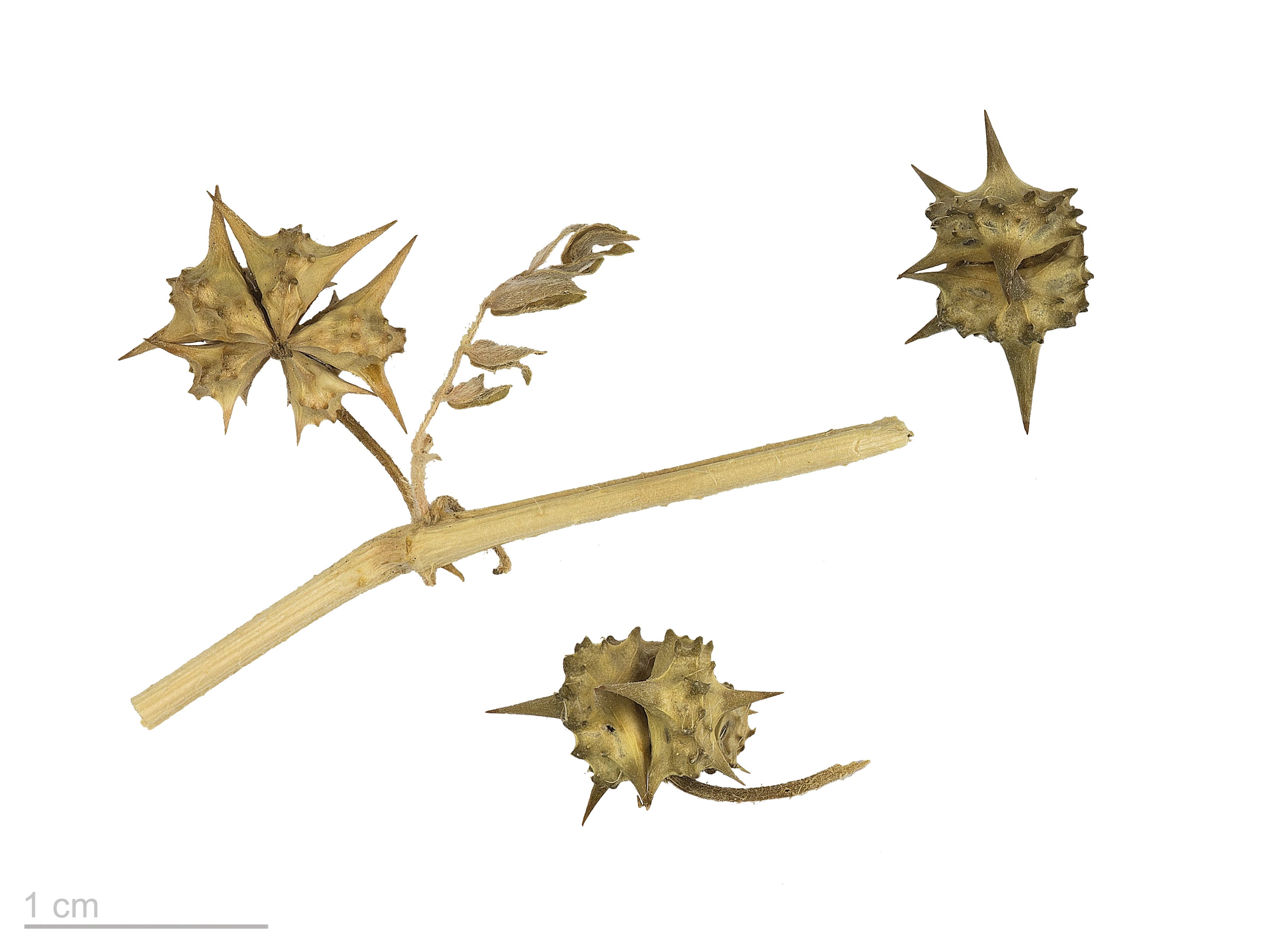
Tribulus terrestris - Muséum de Toulouse

### Appareil végétatif
Cette plante annuelle très velue a des poils plus ou moins argentés. Ses tiges rampantes assez peu ramifiées peuvent atteindre 90 cm de longueur, tandis que feuillage et fleurs ne peuvent guère s'élever à plus de 5 cm au-dessus du sol. Les feuilles sont opposées, paripennées, le plus souvent à six paires de folioles ovales à marge entourée de longs poils blancs (le nombre de paires de folioles varie de cinq à huit). L'ensemble de la feuille mesure de 2,5 à 5 cm de long, mais chaque foliole ne mesure qu'entre 6 à 13 mm.

### Appareil reproducteur
La floraison a lieu entre avril et septembre, voire novembre sous climat plus chaud.
Les fleurs jaunes sont de petite taille (de 6 à 13 mm), dotée d'un court pédoncule. Elles sont solitaires à l'aisselle des feuilles, en position latérale et alterne le long de la tige. Le calice a cinq sépales étroits, la corolle cinq pétales arrondis. Les organes reproducteurs sont constitués de dix étamines à filets et anthères jaunes, et un ovaire supère. La pollinisation est entomogame.
Le fruit étoilé est une capsule a cinq carpelles verruqueux portant chacun deux longues épines et deux plus petites. Celles-ci permettent à l'espèce de se propager à l'aide d'animaux dans les pattes desquels ces épines peuvent se planter, et qui peuvent ainsi malgré eux transporter la graine sur de longues distances. Par ailleurs, ce fruit peut se déplacer en flottant sur de courtes distances lors de forts orages, car la plante pousse volontiers sur des terrains compacts à faible perméabilité instantanée.

## Répartition et habitat
La répartition est cosmopolite, bien que cette plante soit native des régions méditerranéennes. Elle pousse sur des terrains en friche de nature plutôt nitrophile et thermophile.

## Systématique

### Les noms de la plante
Le mot tribulus désigne en latin une chausse-trape, piège à plusieurs pointes. Il évoque l'aspect des fruits aux pointes peu agréables pour les pieds, et même capable de percer un pneu de vélo. Le qualificatif terrestris s'applique à des plantes poussant sur le sol, en particulier à des plantes rampantes. C'est également le fruit qui est à l'origine du nom populaire croix-de-Malte : vu de dessous, avec ses épines, il ressemble très nettement à une croix de Malte qui aurait cinq branches.
Noms vernaculaires français : croix-de-Malte, clou de vigne, escarbot, tribule terrestre, saligot terrestre, herse, croix de chevalier, grand-mère ( Ile d Oléron).
Allemand : Erd-Bürzeldorn. Anglais : puncturevine. Castillan : abrojo terrestre. Italien : tribolo comune. Corse : Trevuli. Créole réunionnais : Pagote

## Utilisation

### Historique
En Inde, 700 ans av. J.-C., un praticien ayurvédique nommé Charaka écrivit un traité médical sur la base de textes médicaux antérieurs. Dans ce traité, Charaka décrit clairement une plante dénommé "gokshura" (Tribulus terrestris) possédant des propriétés diurétiques, aphrodisiaques, toniques, rajeunissantes et fortifiantes.
Plus tard, la médecine chinoise complète les connaissances concernant Tribulus terrestris et la nomme « l'herbe qui éteint le vent et arrête les tremblements. »
En Chine, « le vent » correspond aux maladies cardiovasculaires : attaques, hypertension, etc.
Plus récemment, en 1847, un scientifique nommé Fritzsche isole une molécule chimique nommée « Harmine » à partir de Peganum Harmala. Cette harmine est un des composés actifs de Tribulus terrestris et elle est utilisée comme stimulant et aphrodisiaque. D'autre part, des explorateurs d'Afrique du Sud ont constaté que l'ingestion de plantes contenant de l'harmine agit sur l'esprit et la conscience ; c'est une substance psychotrope qu'on a ensuite utilisé dans le traitement de la maladie de Parkinson.
Ensuite, des études ont été menées pour découvrir les nombreuses molécules contenues dans Tribulus terrestris et pour déterminer les actions de cette plante.

### Propriétés médicinales
Une étude de 2014 démontre que le Tribulus augmente le désir sexuel des femmes atteintes de trouble du désir sexuel hypo-actif, sans effets secondaires. La même année, une méta-analyse  et une étude clinique , indiquent que le Tribulus Terrestris  n'augmenterait pas le taux de testostérone et ne contribuerait pas à la résolution des troubles érectiles. Son efficacité dans l'augmentation de la libido du rat, a elle été démontrée.
Le tribulus terrestre aurait un effet préventif dans la prévention de calculs rénaux, notamment oxalocalciques. Il est utilisé de cette façon en médecine vétérinaire.
L'extraction des produits naturels des fruits de la tribule terrestre donnent des molécules de la famille des saponines dont l'étude est centrale dans plusieurs domaines de la chimie tels que la biochimie, biopharmaceutique, extraction de produits naturels et même dans le domaine des matériaux.

## Galerie

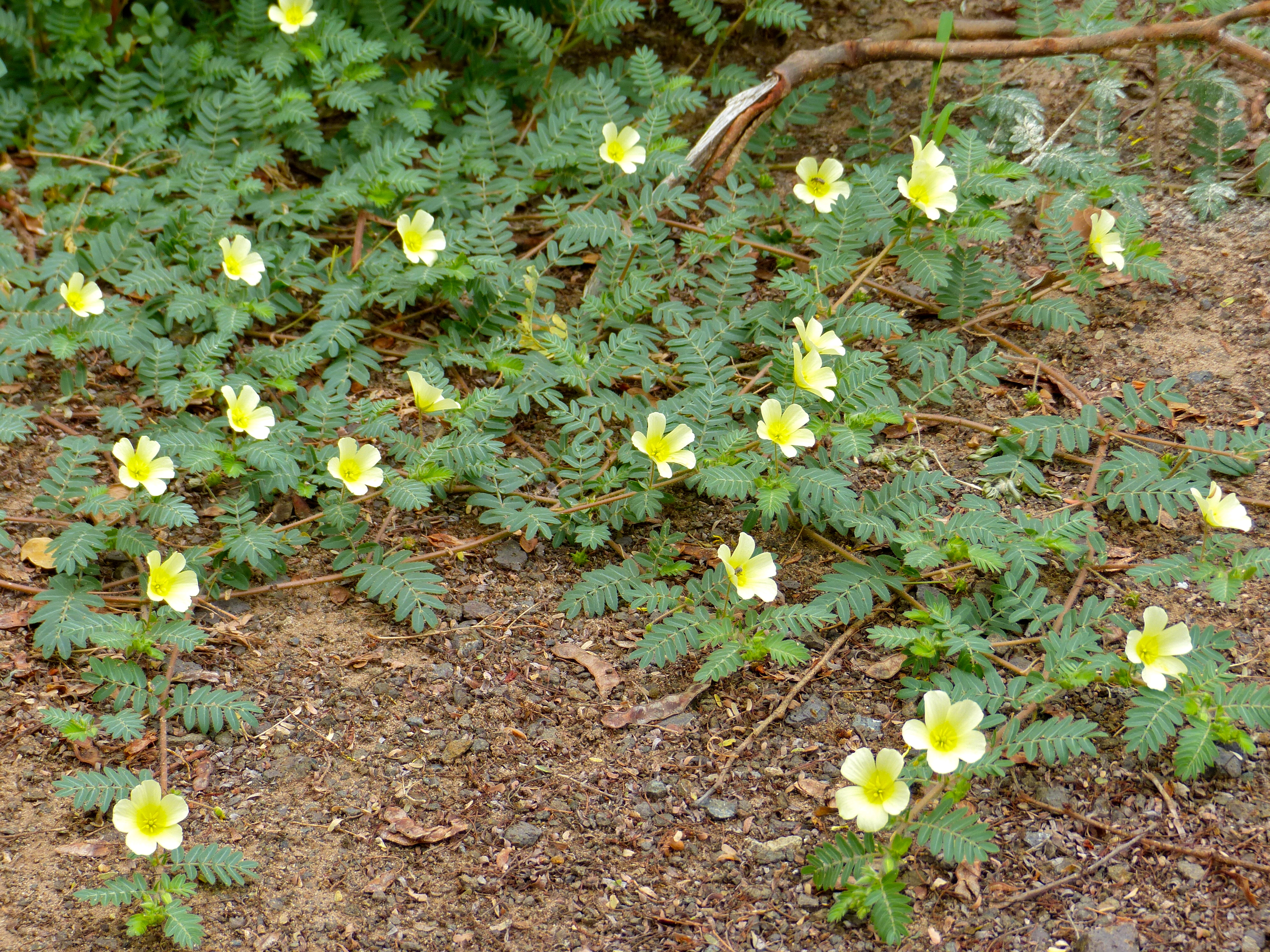
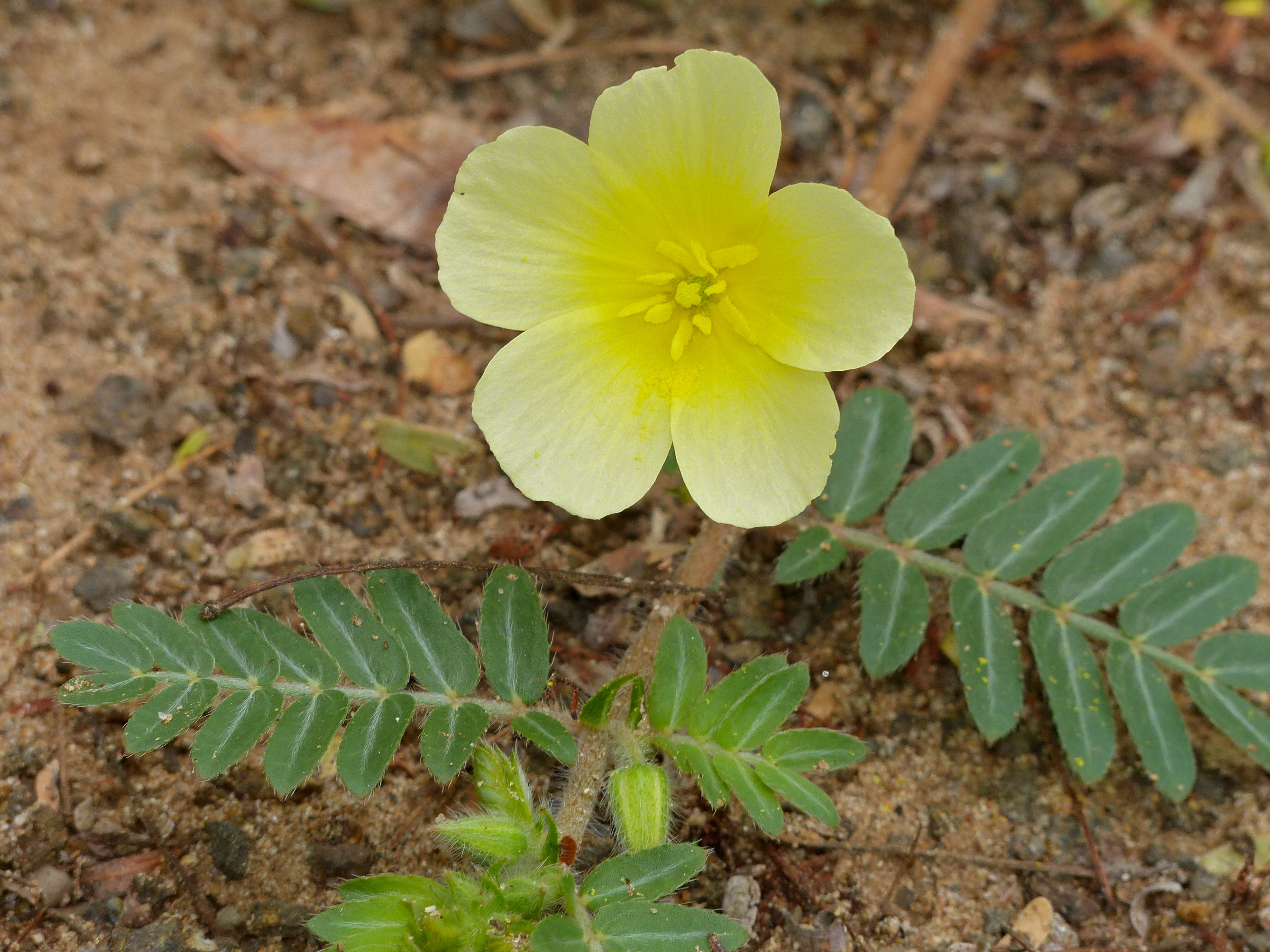
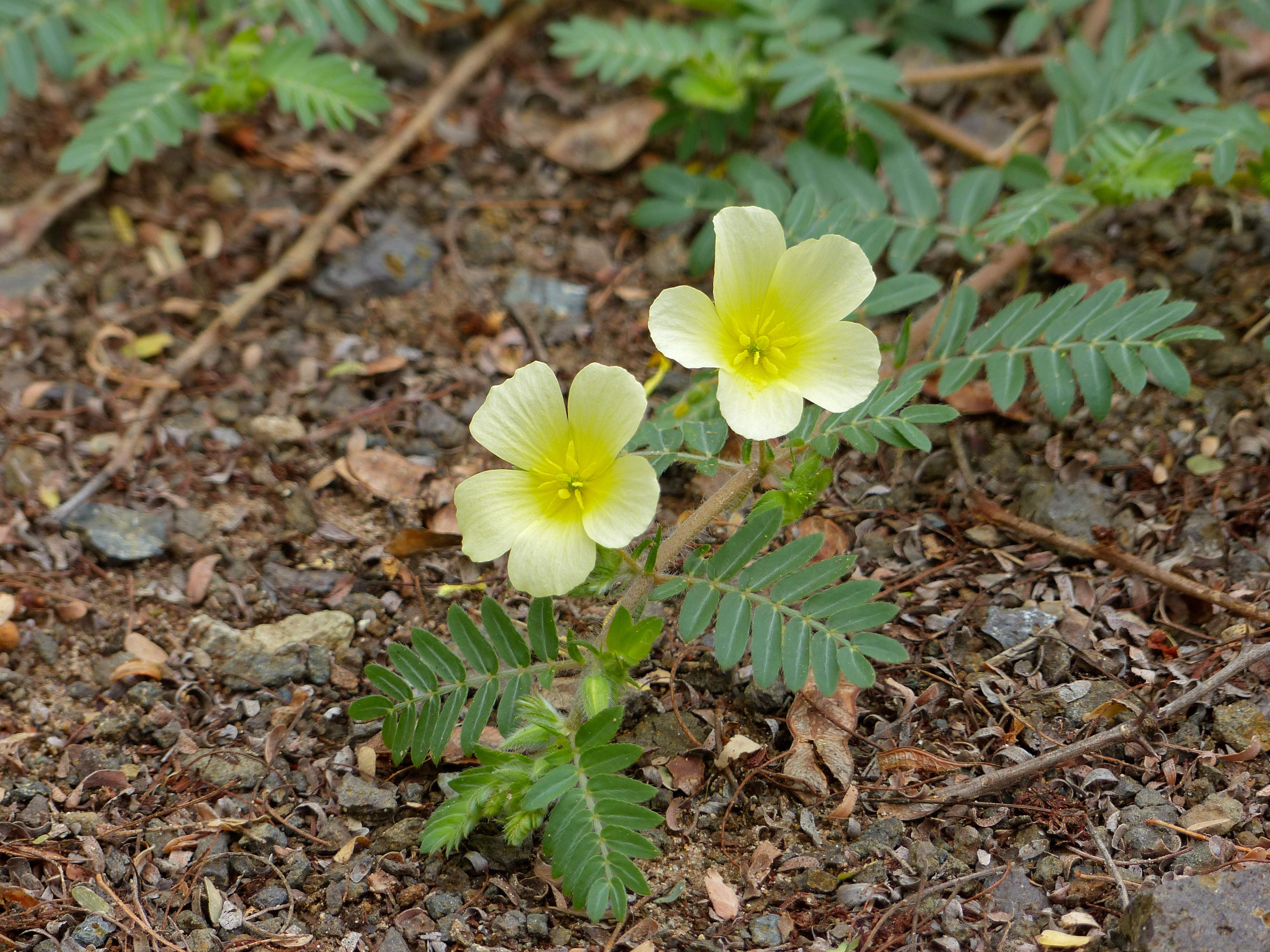